# Distrito electoral federal 1 de Hidalgo
El Distrito Electoral Federal 1 de Hidalgo es uno de los trecientos Distritos Electorales en los que se encuentra dividido el territorio de México para la elección de diputados federales y uno de los siete en los que se divide el estado de Hidalgo. 
La cabecera distrital es la ciudad de Huejutla de Reyes; que es donde se reúnen y cotejan los resultados de los colegios electorales individuales. Esta Demarcación Territorial Distrital cuenta con 81.49 % de población indígena y/o afromexicana, por lo tanto, es considerado distrito indígena.

## Distritaciones anteriores

### Distritación 1996 - 2005
Entre 1996 y 2005 el Primer Distrito se encontraba ubicado en la misma región, integrándolo por catorce municipios: Atlapexco, Calnali, Huautla, Huazalingo, Huejutla de Reyes, Jaltocan, Lolotla, San Felipe Orizatlán, Tepehuacán de Guerrero, Tianguistengo, Tlanchinol, Xochiatipan, Yahualica y Molango de Escamilla.

### Distritación 2005 - 2017
Entre 2005 y 2017 el Primer Distrito se encontraba ubicado en la misma región, integrándolo por trece municipios: Atlapexco, Calnali, Huautla, Huazalingo, Huejutla de Reyes, Jaltocan, Lolotla, San Felipe Orizatlán, Tepehuacán de Guerrero, Tianguistengo, Tlanchinol, Xochiatipan y Yahualica.

### Distritación 2017 - 2022
Entre 2017 y 2022 el Primer Distrito se encontraba ubicado en la misma región, integrándolo por quince municipios: Atlapexco, Calnali, Huautla, Huazalingo, Huejutla de Reyes, Jaltocan, Lolotla, Molango de Escamilla, San Felipe Orizatlán, Tepehuacán de Guerrero, Tianguistengo, Tlanchinol, Xochiatipan, Xochicoatlán y Yahualica.

## Demarcación territorial
Este distrito se encuentra integrado por un total de 18 municipios y 321 secciones electorales, que son los siguientes:
1. Atlapexco, integrado por 16 secciones.
2. Calnali, integrado por 15 secciones.
3. Eloxochitlán, integrado por 7 secciones.
4. Huautla, integrado por 26 secciones.
5. Huazalingo, integrado por 10 secciones.
6. Huejutla de Reyes, integrado por 53 secciones.
7. Jaltocan, integrado por 12 secciones.
8. Juárez Hidalgo, integrado por 4 secciones.
9. Lolotla, integrado por 8 secciones.
10. Molango de Escamilla, integrado por 15 secciones.
11. San Felipe Orizatlán, integrado por 24 secciones.
12. Tepehuacán de Guerrero, integrado por 33 secciones.
13. Tianguistengo, integrado por 16 secciones.
14. Tlanchinol, integrado por 26 secciones.
15. Xochiatipan, integrado por 13 secciones.
16. Xochicoatlan, integrado por 9 secciones.
17. Yahualica, integrado por 15 secciones.
18. Zacualtipán de Ángeles, integrado por 19 secciones.

## Diputados por el distrito
| Diputado                       | Grupo parlamentario | Legislatura        | Periodo     |
| ------------------------------ | ------------------- | ------------------ | ----------- |
| Eugenio Barrero                |                     | V                  | 1869 - 1871 |
| Vacante                        | Vacante             | VI                 | 1871 - 1873 |
| Antonio Robert                 |                     | VII VIII           | 1873 - 1878 |
| Vacante                        | Vacante             | IX                 | 1878 - 1880 |
| Juan José Baz                  |                     | X XI               | 1880 - 1884 |
| Carmen de Ita                  |                     | XII XIII           | 1884 - 1888 |
| Manuel Gómez Parada            |                     | XIV XV             | 1888 - 1892 |
| Francisco Espinosa             |                     | XVI XVII XVIII XIX | 1892 - 1900 |
| Carlos Díaz Dufoo              |                     | XX XXI             | 1900 - 1904 |
| Carlos de Olaguibel y Arista   |                     | XXII               | 1904 - 1906 |
| Vacante                        | Vacante             | XXIII              | 1906 - 1908 |
| Andrés Ruiz y Silva            |                     | XXIV XXV           | 1908 - 1912 |
| Ricardo Pascoe                 |                     | XXVI               | 1912 - 1913 |
| Antonio Guerrero               |                     | Constituyente      | 1916 - 1917 |
| Efrén Rebolledo                |                     | XXVII XXVIII       | 1917 - 1920 |
| Rafael López Serrano           |                     | XXIX               | 1920 - 1922 |
| Enrique Trejo Martínez         |                     | XXX                | 1922 - 1924 |
| Damerino Castro                |                     | XXXI               | 1924 - 1926 |
| Juan Manuel Delgado            |                     | XXXII              | 1926 - 1928 |
| Ernesto P. Sánchez             |                     | XXXIII             | 1928 - 1930 |
| José Rivera                    |                     | XXXIV              | 1930 - 1932 |
| Carlos Velázquez Méndez        |                     | XXXV               | 1932 - 1934 |
| José A. Lara                   |                     | XXXVI              | 1934 - 1937 |
| Daniel C. Santillán            |                     | XXXVII             | 1937 - 1940 |
| José Pérez Jr.                 |                     | XXXVIII            | 1940 - 1943 |
| Daniel Olguín Díaz             |                     | XXXIX              | 1943 - 1946 |
| David Cabrera Villagrán        |                     | XL                 | 1946 - 1949 |
| Jorge Viesca y Palma           |                     | XLI                | 1949 - 1952 |
| Librado Gutiérrez              |                     | XLII               | 1952 - 1955 |
| Julián Rodríguez Adame         |                     | XLIII              | 1955 - 1958 |
| Andrés Mannig Valenzuela       |                     | XLIV               | 1958 - 1961 |
| Jorge Quiroz Sánchez           |                     | XLV                | 1961 - 1964 |
| Humberto Velasco Avilés        |                     | XLVI               | 1964 - 1967 |
| Adalberto Cravioto Meneses     |                     | XLVII              | 1967 - 1970 |
| Darío Pérez González           |                     | XLVIII             | 1970 - 1973 |
| Rafael Cravioto Muñoz          |                     | XLIX               | 1973 - 1976 |
| Ladislao Castillo Feregrino    |                     | L                  | 1976 - 1979 |
| Adolfo Castelán Flores         |                     | LI                 | 1979 - 1982 |
| Juan Mariano Acoltzin Vidal    |                     | LII                | 1982 - 1985 |
| Germán Corona del Rosal        |                     | LIII               | 1985 - 1988 |
| Estela Rojas de Soto           |                     | LIV                | 1988 - 1991 |
| Julieta Guevara Bautista       |                     | LV                 | 1991 - 1994 |
| Mario Alberto Viornery Mendoza |                     | LVI                | 1994 - 1997 |
| Orlando Arvizu Lara            |                     | LVII               | 1997 - 2000 |
| Juan Alonso Hernández          |                     | LVIII              | 2000 - 2003 |
| Emilio Badillo Ramírez         |                     | LIX                | 2003 - 2006 |
| Joel Guerrero Juárez           |                     | LX                 | 2006 - 2009 |
| Omar Fayad Meneses             |                     | LXI                | 2009 - 2012 |
| Darío Badillo Ramírez          |                     | LXII               | 2012 - 2015 |
| Carolina Viggiano Austria      |                     | LXIII              | 2015 - 2018 |
| Fortunato Rivera Castillo      |                     | LXIV               | 2018 - 2021 |
| Sayonara Vargas Rodríguez      |                     | LXV                | 2021 - 2024 |
| Daniel Andrade Zurutuza        |                     | LXVI               | 202 -       |

## Resultados electorales

### 2015
|  | 34.88 % |

|  | 24.08 % |

|  | 11.80 % |

|  | 10.71 % |

|  | 6.76 % |

|  | 3.50 % |

|  | 1.69 % |

|  | 1.38 % |

|  | 0.86 % |

|  | 0.01 % |

|  | 95.72 % |

|  | 4.28 % |